# 蒙古前胡
蒙古前胡（学名：[Peucedanum pricei] 错误：{{Lang}}：文本有斜体标记（帮助））为伞形科前胡属的植物。分布在蒙古西北部以及中国大陆的内蒙古自治区等地，见于潮湿冲积地，目前已由人工引种栽培。